# Baardmeervallen
De Baardmeervallen (Mochokidae) vormen een familie van vissen uit de orde van de Meervalachtigen (Siluriformes). Er zijn ongeveer 10 geslachten en ongeveer 188 soorten binnen deze familie bekend.
Het zijn zoetwatervissen en ze worden aangetroffen in Afrika.
De vissen hebben drie paar baarddraden, en geen draad op de neus. Vissen uit deze familie worden tot 72 centimeter lang.

## Aquarium
In deze familie bevinden zich soorten die vaak in aquaria gehouden worden, zoals Synodontis nigriventris, Synodontis angelicus en Synodontis multipunctatus.

## Geslachten
- Acanthocleithron Nichols & Griscom, 1917
- Atopochilus Sauvage, 1879
- Atopodontus Friel & Vigliotta, 2008
- Chiloglanis Peters, 1868
- Euchilichthys Boulenger, 1900
- Microsynodontis Boulenger, 1903
- Mochokiella Howes, 1980
- Mochokus Joannis, 1835
- Synodontis G. Cuvier, 1816